# Алтан, Берфин
Берфин Алтан (род. 2003, Денизли) — турецкая спортсменка по голболу с нарушением зрения. Она была членом национальной команды на Чемпионате Европы по голболу IBSA в 2021 году.
Она учится в старшей школе для слепых и слабовидящих "Дурмуш Али Чобан Анедолу Лисеси" в Денизли, Турция. Она является членом школьной команды по голболу.
После игры в шахматы и занятий дзюдо, она перешла на голбол в 2016 году. С 2018 года её вызывают на сборы женской национальной команды Турции по голболу. Она участвовала в Чемпионате Европы по голболу IBSA, который проходил в Самсуне, Турция, в 2021 году, и её команда завоевала серебряные медали.